# Straße der Gartenkunst zwischen Rhein und Maas

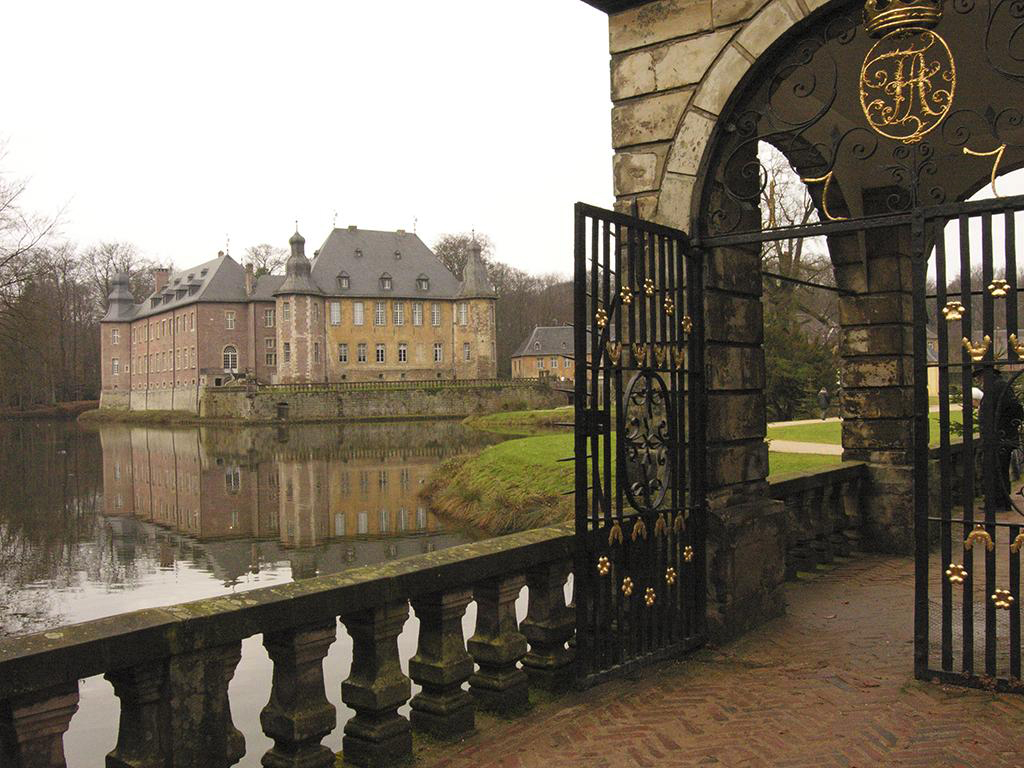
Schloss Dyck, Vereinssitz

Die Straße der Gartenkunst zwischen Rhein und Maas ist der Rahmen für eine Touristikstraße, die länderübergreifend herausragende private und öffentliche Gartenanlagen im nördlichen Rheinland und der Provinz Limburg, Niederlande, verbindet und touristisch noch mehr ins Bewusstsein der Öffentlichkeit rückt. Die einzelnen Anlagen liegen in einem breiten Korridor, innerhalb dessen man selbst seinen Weg finden muss und kann. Es gibt keine vorgeschriebene Route. Durch Stadtmarketing werden finanzielle Hilfen für den Unterhalt der Anlagen akquiriert. Sitz des Trägervereins ist Schloss Dyck in Jüchen.

## Geschichte
Die Idee entstand Ende 2001 in Vorüberlegungen zur Dezentralen Landesgartenschau 2002 Gartenkunst am Niederrhein und den grenzüberschreitenden Projekten Euroga 2002 und 2003. Die niederländische Stichting EUROGA 2002 beteiligt sich seit September 2003 an den Planungen. Potentielle Kandidaten wurden intensiv begutachtet. Von den ausgewählten Gärten und Parks macht bisher circa die Hälfte mit. Am 27. August 2004 wurde ein eingetragener Verein gegründet, der Mitte 2005 bereits 30 Mitglieder umfasste, die 50 Gärten repräsentieren. Bei der Auswahl der Mitglieder wird weiterhin auf Exzellenz geachtet. Die Zahl der Schloss- und Gartenanlagen in der Region wird auf 950 geschätzt.

## Ausblick
Das Projekt ist eingebunden in das Ende 2003 initiierte EU-geförderte Programm European Garden Heritage Network, das zurzeit 16 Partner in Deutschland, Frankreich, Großbritannien, Belgien und den Niederlanden umfasst. Auch hier ist wieder das Zentrum für Gartenkunst und Landschaftskultur, Stiftung Schloss Dyck, federführend. Unter diesem noch zu erweiterndem Dach sollen entsprechende Initiativen koordiniert gefördert werden.
Für Deutschland bereiten sich die Mitglieder und Gärten auf das von der Deutschen Zentrale für Tourismus für 2008 ausgerufene Jahr der Schlösser und Parks vor.

## Gärten und Parks

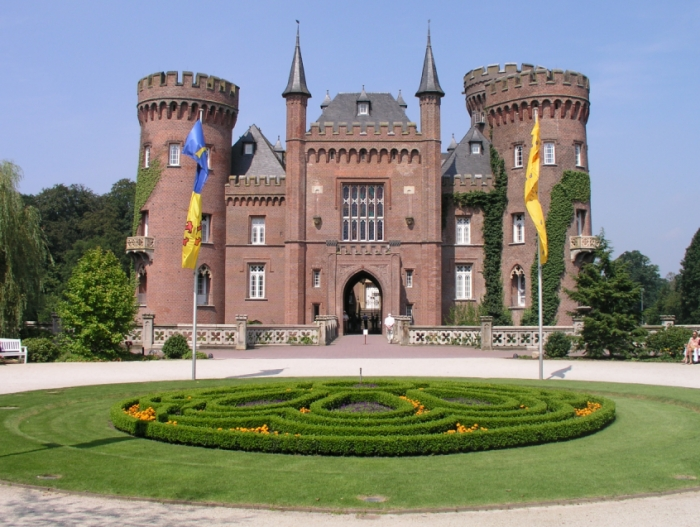
Schloss Moyland, Süd-Ost-Seite der Kernburg (2004)

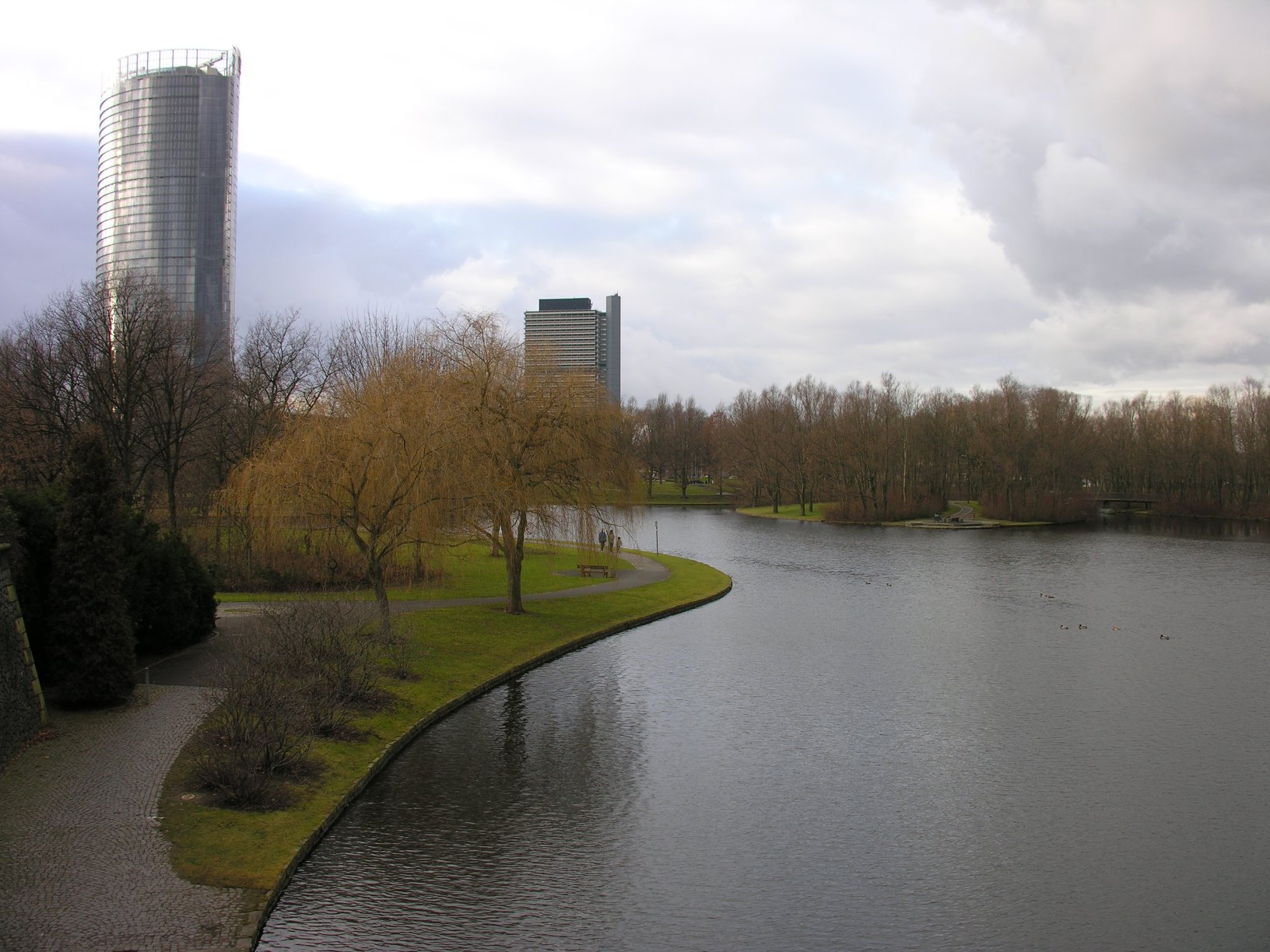
Bonn, Rheinauensee

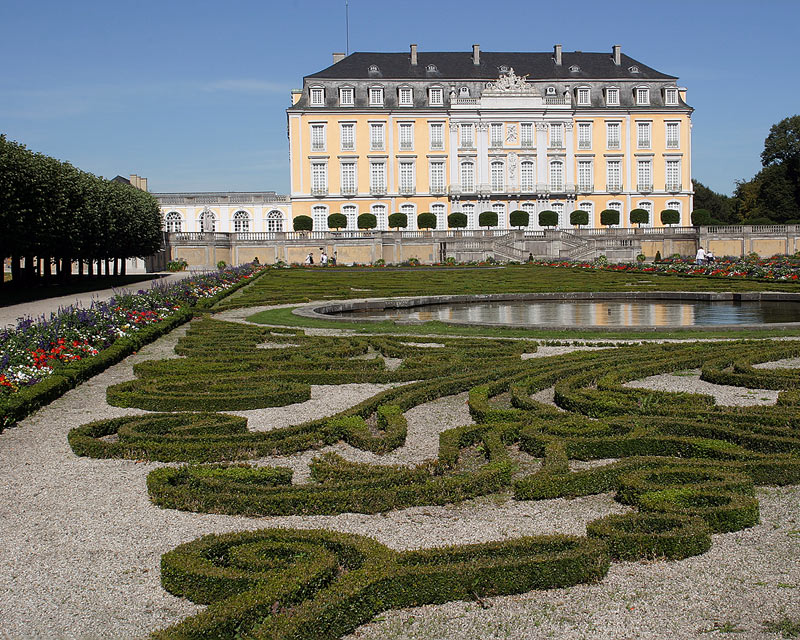
Schloss Augustusburg, Brühl

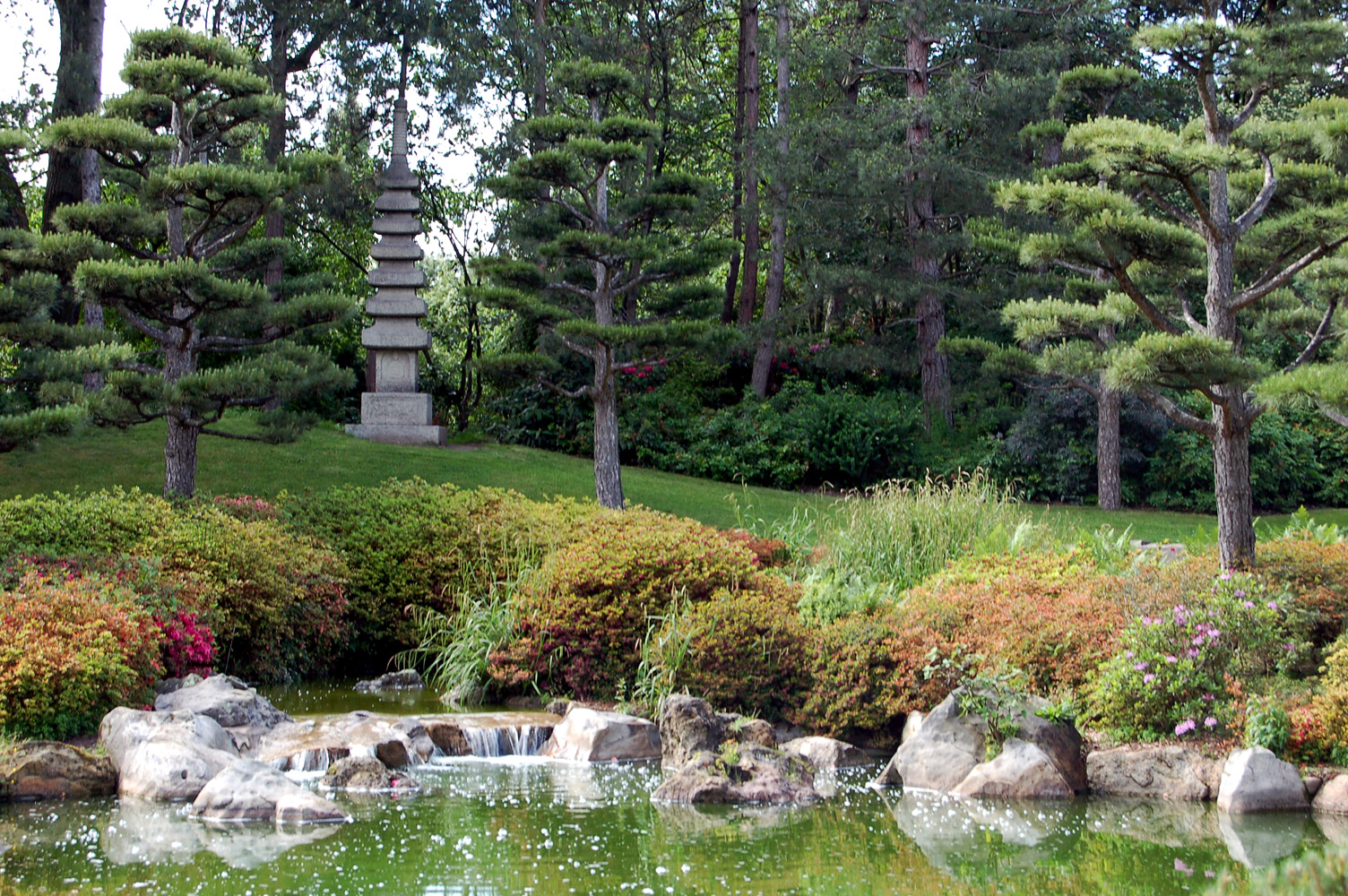
Japanischer Garten im Nordpark, Düsseldorf

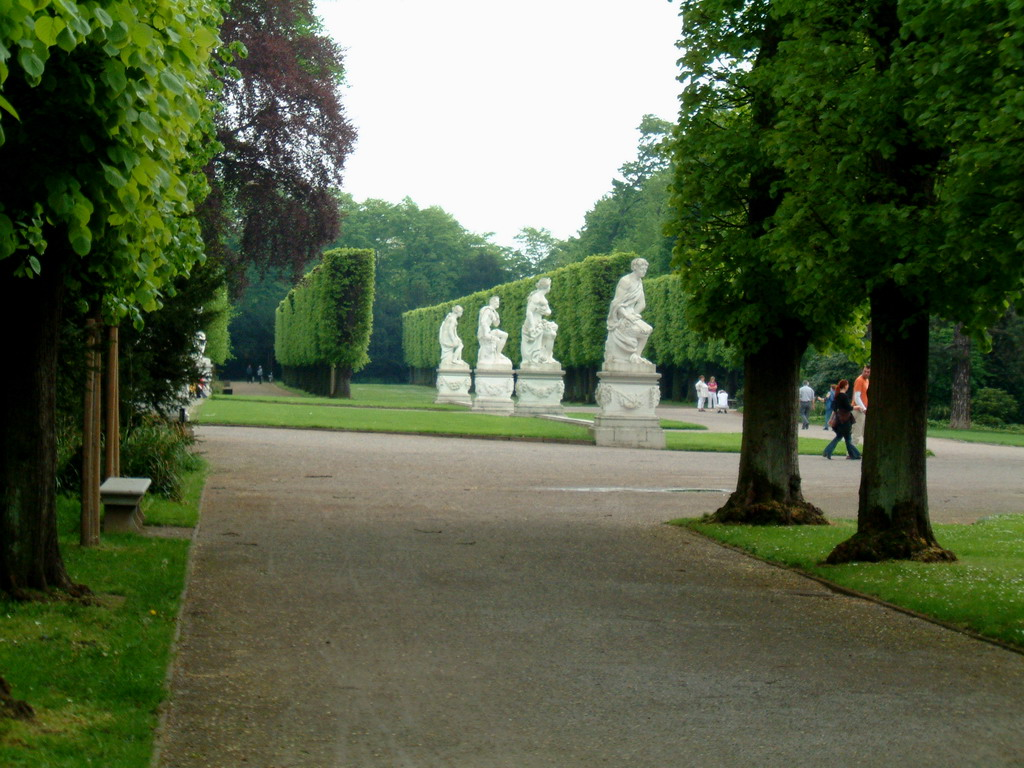
Schlosspark Benrath

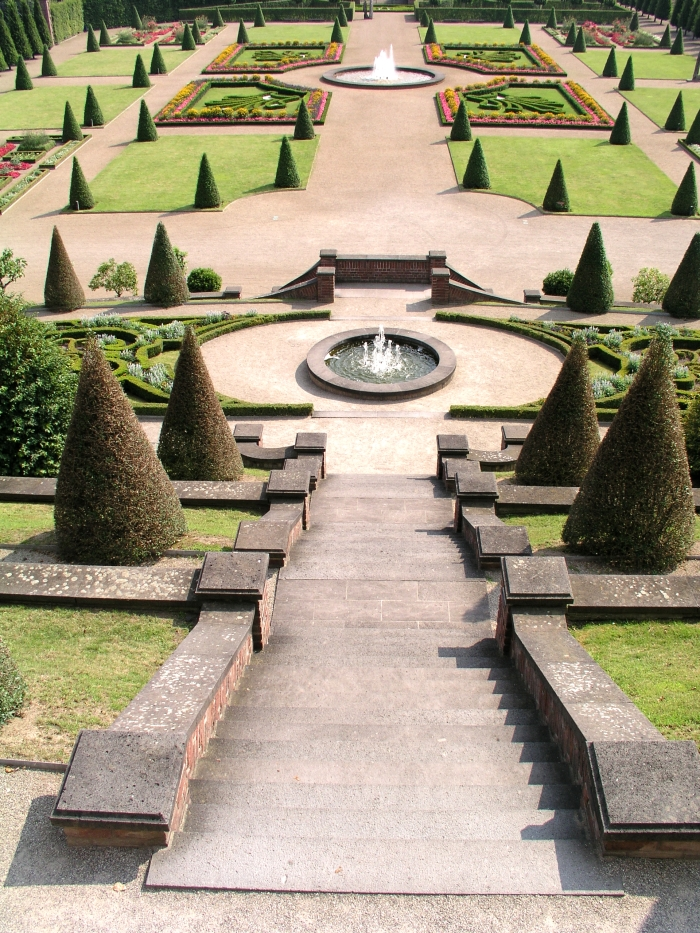
Kloster Kamp. Blick den terrassierten Klostergarten hinab.

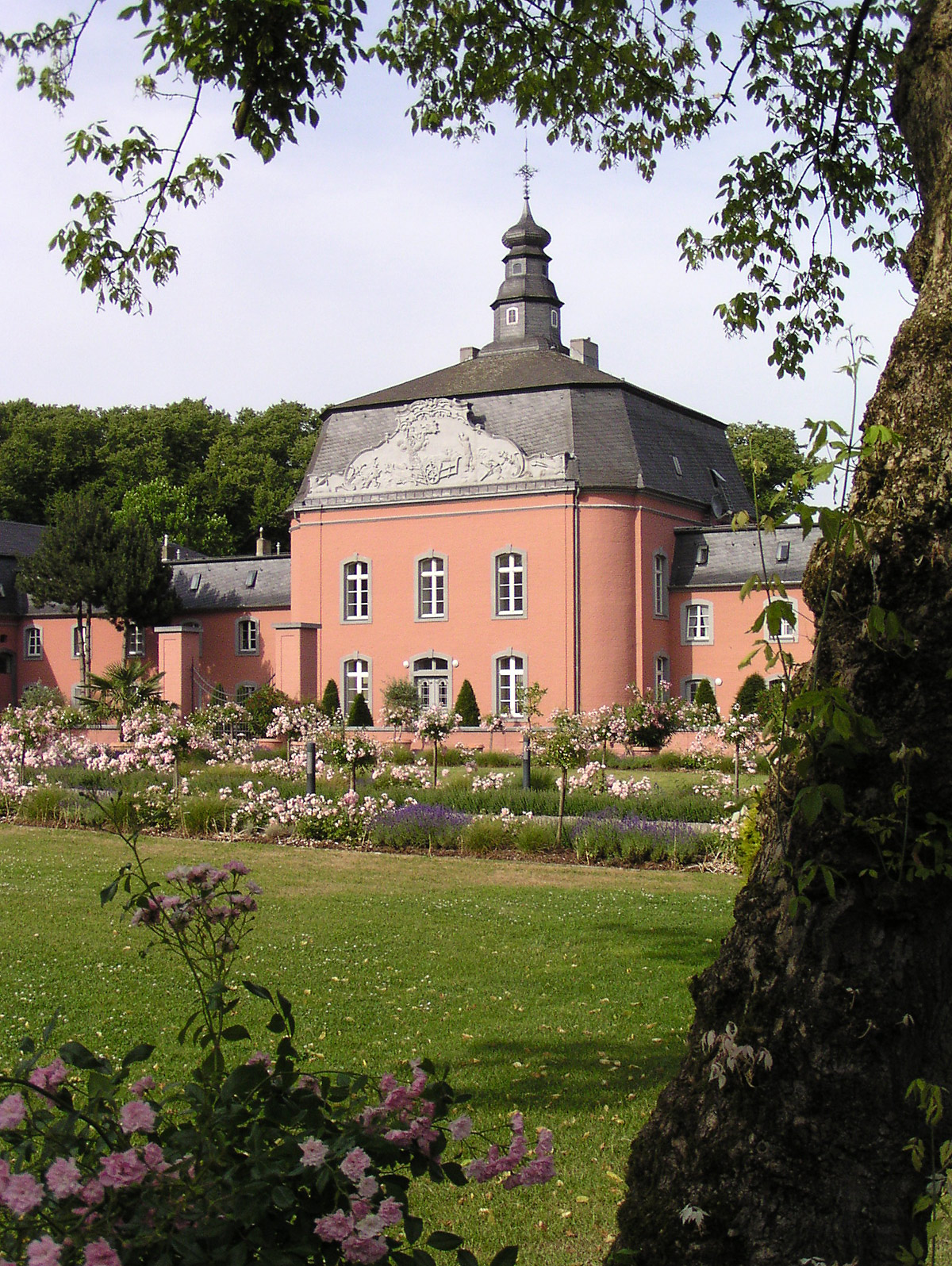
Ostflügel der Vorburg von Schloss Wickrath

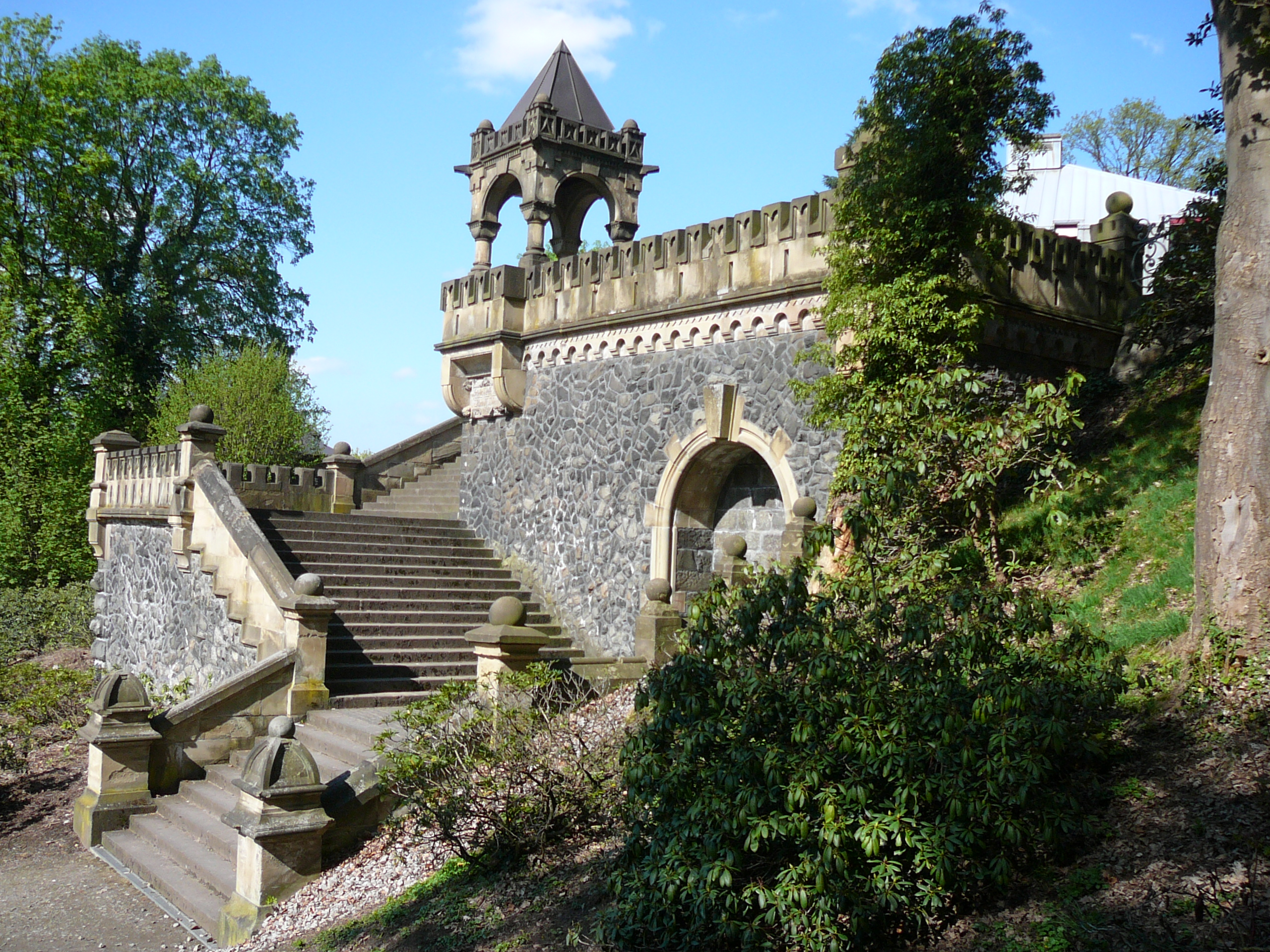
Dicke-Ibach-Treppe in den Barmer Anlagen, Wuppertal

- Bedburg-Hau

Schlosspark Moyland
- Bergheim

Schlosspark Paffendorf Im sieben Hektar großen Park im Stil eines englischen Landschaftsgartens zeigt ein Forstlehrgarten die Pflanzenwelt zur Zeit der Braunkohle.
- Bonn

Alter Friedhof
Arboretum Park Härle
Freizeitpark Rheinaue
Botanische Gärten
- Brühl

Schlossparks Augustusburg und Falkenlust mit Jardin Secret
- Düsseldorf

Hofgarten
Nordpark mit Japanischem Garten
Künstlerhaus Malkasten-Haus mit Malkastenpark/Jacobigarten
Spee’scher Graben
Ständehauspark
Südpark
Park Heltorf
Golzheimer Friedhof
Schlosspark Benrath mit Museum für Europäische Gartenkunst im Ostflügel des Schlosses
- Erftstadt

Schlosspark Gracht
- Jüchen

Schlosspark Dyck und Neue Gärten
- Jülich

Brückenkopf-Park Jülich
- Kamp-Lintfort

Terrassengarten
- Kleve

Forstgarten
Amphitheater
- Klimmen, Niederlande

Petershof Weustenrade
- Krefeld

Liste von Parkanlagen in Krefeld
Haus Esters und Haus Lange
Burgpark Linn
Greiffenhorstpark
Landschaftspark und Arboretum Heilmannshof
Schönwasserpark
Sollbrüggenpark
Krefelder Stadtwald
Schönhausenpark
- Köln

Botanischer Garten / Flora
- Königswinter

Schlosspark Drachenburg
- Landgraaf, Niederlande

Mondo Verde
- Leverkusen

Carl-Duisberg-Park
Japanischer Garten
- Mettmann im Naturschutzgebiet Neandertal mit Eiszeitlichem Wildgehege

Neanderthal Museum und Archäologischer Pfad zur Fundstelle des Neanderthalers mit eiszeitlichem Pflanzengarten
- Moers

Wallanlagen und Schlosspark
- Monheim am Rhein

Marienburgpark
- Mönchengladbach

Schlosspark Rheydt
Schlosspark Wickrath
Bunter Garten mit Kaiserpark und Botanischem Garten
- Ottersum, Niederlande

De Rhulenhof Tuinen
- Ratingen

Poensgenpark
- Sittard, Niederlande

Burgemeester Damenpark
Stadspark (Agnetenwal, Toon Hermanshuis)
Jardin des Roses
Stadstuin Hollandse Tuin
- Solingen

Der Botanische Garten Solingen
- Willich-Neersen

Schlosspark Neersen
- Wuppertal

Die Hardt-Anlagen inklusive des Botanischen Gartens
Die Barmer Anlagen
Der Grüne Zoo Wuppertal
Der Skulpturenpark Waldfrieden
- Xanten

Niederrheinischer Garten (Fam. Krautwig)